# Leucotmemis sanguinea
Leucotmemis sanguinea är en fjärilsart som beskrevs av M.Gaede 1926. Leucotmemis sanguinea ingår i släktet Leucotmemis och familjen björnspinnare. Inga underarter finns listade i Catalogue of Life.